# کیرشهف ۱۰۳۵۸
سیارک ۱۰۳۵۸ (به انگلیسی: 10358 Kirchhoff، نامگذاری:1993TH32) ده هزار و سیصد و پنجاه و هشتمین سیارک کشف شده‌است که در ۹ اکتبر ۱۹۹۳ کشف شد.
قدر مطلق سیارک برابر ۱۳٫۹۰ است.